# فرقاط
الفرقاط (الاسم العلمي:Fregata) هو جنس من الطيور يتبع فصيلة الفرقاطات من رتبة البجعيات.